# Anita Nergaard
Anita Nergaard (* 16. Dezember 1967) ist eine norwegische Diplomatin. Sie war von 2017 bis 2021 die norwegische Botschafterin in Singapur.

## Leben
Anita Nergaard trägt seit 1990 den Titel Siviløkonom der Norwegischen Handelshochschule in Bergen. Dort erhielt sie auch einen Master in Wirtschaftswissenschaften und promovierte 1993. Von 1993 bis 1995 arbeitete sie für die norwegische Zentralbank, die Norges Bank.

## Diplomatische Karriere
Seit 1995 ist sie im Auswärtigen Dienst. Ihren ersten Auslandseinsatz hatte sie von 1997 bis 2000 als Zweitsekretärin an der norwegischen Botschaft in Ankara, anschließend als Erstsekretärin bei der norwegischen NATO-Delegation in Brüssel. Ab 2005 war sie im norwegischen Außenministerium Abteilungsdirektorin, zuerst der Abteilung für Sicherheitsrichtlinien, dann in den Abteilungen für globale Sicherheitsfragen und Krisenmanagement, die Gemeinschaft Unabhängiger Staaten sowie von 2010 bis 2012 der Abteilung für Russland, Eurasien und regionale Zusammenarbeit. Von 2012 bis 2017 war sie Stellvertreterin der norwegischen ständigen Vertretung bei der NATO in Brüssel.
Von 2017 bis 2021 war sie als Nachfolgerin von Tormod Cappelen Endresen Botschafterin in Singapur. Am 25. Oktober 2017 war sie dort durch Präsidentin Halimah Yacob akkreditiert worden. Botschafterin war sie dort bis 2021. Seit 2022 ist sie erneut bei der NATO-Delegation in Brüssel.

## Auszeichnungen
- 20. August 2018: Ritter 1. Klasse des Königlich Norwegischen Verdienstordens[4]